# At-Tuwajba
At-Tuwajba – wieś w Syrii, w muhafazie Al-Hasaka. W 2004 roku liczyła 1426 mieszkańców.